# Конрад фон Гунделфинген
Конрад фон Гунделфинген „Млади“ (на немски: Konrad von Gundelfingen, Ritter; † сл. 1324) e рицар от швабската фамилия Гунделфинген на Дунав.
Той е син на Свигер фон Гунделфинген „Дългия“ († сл. 1307) и съпругата му Мехтилд фон Лупфен († 5 януари). Брат е на рицар Свигер фон Гунделфинген († 1300/1302). Роднина е на Хартман фон Дилинген († 1286), епископ на Аугсбург (1248 – 1286), на Дегенхард фон Гунделфинген-Хеленщайн († 1307), епископ на Аугсбург (1303 – 1307), и Андреас фон Гунделфинген († 1313), епископ на Вюрцбург (1303 – 1313) и на Бертолд фон Нойфен († 1224), епископ на Бриксен (1216 – 1224).
През 1250 г. наследството на фамилията фон Гунделфинген се поделя и през 1293 г. замъкът им е продаден на Хабсбургите.

## Фамилия
Конрад фон Гунделфинген се жени за фон Гунделфинген, дъщеря на Дегенхард фон Гунделфинген-Хеленщайн († сл. 1293) и Агнес фон Дилинген († 1258). Те имат три сина:
- Конрад фон Гунделфинген († между 20 май 1348/16 октомври 1350), рицар, женен I. за графиня Хедвиг фон Нойфен († 1342), II. пр. 1322 г. за Хилтруд фон Еглинген († сл. 1352); има общо 9 деца
- Дегенхарт фон Гунделфинген († между 21 февруари 1351/2 май 1352), женен за графиня Анна (Гизеле) фон Кирхберг († 1394); има 10 деца
- Бертолд фон Гунделфинген († сл. 1332)

Конрад фон Гунделфинген се жени втори път пр. 28 юни 1297 г. за Елизабет фон Ниферн († сл. 1297). Те имат осем деца:
- Албрехт фон Гунделфинген († сл. 4 април 1345)
- Розилия/Розалия фон Гунделфинген, омъжена за Бертхолд V фон Грайзбах († пр. 8 октомври 1324), син на Бертхолд III фон Грайзбах († 1324) и Агнес фон Берг, маркграфиня фон Бургау († сл. 1306)
- дете фон Гунделфинген, женено за фон Верденберг-Хайлигенберг
- Елизабет фон Гунделфинген († 14 март 1344)
- Елизабет фон Гунделфинген († сл. 1352)
- Анна фон Гунделфинген († сл. 1352)
- дете фон Гунделфинген, женено за фом Щайн
- Свигер фон Гунделфинген († сл. 1341)